# Hei matau

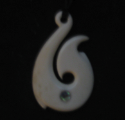
Un hei matau.

Un hei matau est un pendentif (hei en maori) en os ou en néphrite représentant d'une façon très stylisée un hameçon (matau). C'est un bijou typique du peuple maori de Nouvelle-Zélande. Ils représentent la force, la bonne fortune et constitue un charme pour voyager en toute sécurité sur l'eau. Il tire son origine du mythe de Maui, héros civilisateur de Polynésie, qui, selon les Maoris, pêcha les îles du fond de la mer avec son hameçon magique.
C'est aujourd'hui l'un des objets les plus caractéristiques de la culture maorie avec le hei-tiki.